# Nightlife (Thin Lizzy-album)
Nightlife címmel jelent meg az ír Thin Lizzy hard rock zenekar negyedik nagylemeze 1974. november 8-án. A lemezt a Vertigo Records adta ki, a kanadai terjesztést pedig a Mercury Records végezte. Ez volt az együttes első albuma, melyen két gitáros játszott  Scott Gorham és Brian Robertson képében. Ők az 1973-ban távozott Eric Bell posztját töltötték be, így kialakult a zenekarra jellemző kétgitáros, klasszikus Lynott-Gorham-Robertson-Downey felállás. A későbbi CD-s újrakiadások némelyikén gyakran a Night Life olvasható lemezcím gyanánt, megegyezve az azonos című dal írásmódjával, azonban az album eredeti címe a Nightlife volt.
A lemezen hallható a Philomena című dal, melyet Phil Lynott édesanyjának írt.
Az album 2012. március 12-én egy 2 CD-s változatban jelent meg újra, bónuszdalokkal kiegészítve.

## Háttér
Eric Bell távozása után a Skid Row soraiból ismert Gary Moore segítette ki a zenekart, hogy befejezhessék a lekötött koncerteket. Moore három hónapig volt a zenekar tagja, együttműködésük egy sikertelen kislemezt eredményezett a Little Darling képében. Összesen három dalt rögzítettek vele, azonban megbízhatatlansága miatt Lynott inkább új gitárosok után nézett. A John Cann és Andy Gee gitárosokkal felálló zenekar nem tartott sokáig, csalódottságában Downey el is hagyta az együttest. A Decca kiadó nem kívánta meghosszabbítani a zenekarral való lejárt szerződését, így a Vertigo Records szerződtette az együttest. Downey visszatérését követően csatlakozott Scott Gorham és Brian Robertson, így kialakult a Thin Lizzy klasszikus kvintett felállása. A Vertigo jóvoltából a negyedik nagylemez felvételei több stúdióban zajlottak, így megfordultak a londoni Olymic stúdióban is, ahol számtalan legendás együttes dolgozott már korábban. Az album producere Lynott mellett az ekkor még ismeretlen Ron Nevison volt. Az 1974 őszén megjelenő album borítóját ismét Jim Fitzpatrick készítette. A festmény egy nagyvárost ábrázol, az éjszakai látképet pedig egy párduchoz hasonló teremtmény egészíti ki, mely egyes nézetek szerint Lynott alteregója. Fitzpatrick később kifejtette, hogy inkább a Fekete Párducokra, valamint az olyan afro-amerikai politikusokra utalt, mint Malcolm X vagy Martin Luther King.
Zeneileg egy kevésbé kemény hangzású album született, amely útkereső, lágyabb hangzású dalaival átmenetként is tekinthető a blues-rockos korai, és a hard rockos későbbi Thin Lizzy között. A kelta dallamvilág mellett, a funk valamint az amerikai folk-rock hatása is felfedezhető a dalokban. A Phil Spector hatását mutató címadó, vagy a Beatles egyes szerzeményeit megidéző Frankie Carroll az amerikában népszerű lágy hangzású rockegyüttesek irányába mutatott. Az albumot később Gorham is "nevetségesen szelíd" hangzásúnak nevezte.
Az olyan dalok azonban, mint az It’s Only Money vagy a Sha La La előrevetítették a későbbi albumok hard rock központú dalait. Az album eklektikus stílusa egyes vélemények szerint annak köszönhető, hogy ekkoriban még kevésbé csiszolódott össze Lynott és Downey a két új gitárossal.
Az album legismertebb dala a Still in Love with You című soul hatásokat sem nélkülöző blues ballada, melyet még Gary Moore írt a zenekar számára. Brian Robertson a stúdiózás során olyan tökéletesnek gondolta Moore szólóját, hogy nem játszotta azt fel újra, így a lemezen Gary Moore is hallható egy kis ideig.
A címadó dal nemcsak címében, de a kórusban is Willie Nelson 1960-as Night Life című dalára hajaz, ennek ellenére a borítón Nelson neve nem szerepelt a szerzők között.

## Fogadtatás, feldolgozások
A lemez továbbra sem tette ismertté a zenekar nevét, eladásai alapján még a listákra sem került fel. Visszatekintő cikkében az AllMusic 3.5 ponttal jutalmazta, hozzátéve, hogy egy visszafogott, hangulatos albumról van szó, mely elindítója volt a zenekar klasszikus korszakának. A cikk írója szerint az album címe és borítója erős kontrasztot képez a zenei tartalommal, ugyanis a dalok inkább egy meghitt hangulatos éjszaka aláfestéseként szolgálnak, de szemlélődésre is alkalmasak lehetnek. Összességében egy "alúlértékelt gyöngyszemnek" nevezte az anyagot Stephen Thomas Erlewine a cikk szerzője.
Jeb Wright a classicrockrevisited.com kritikusa pozitívan nyilatkozott az anyagról, a zenekart a kifinomult, míg az albumot a hangulatos jelzőkkel illette.
- Az amerikai Slough Feg a Sha La La című dalt dolgozta fel, 2006-os Bible of the Devil albumán, de szerepelt a zenekar 2011-es koncertlemezén a Made in Poland címűn is.
- A Concrete Blonde nevű amerikai alternatív rockegyüttes az It's Only Money című dalt dolgozta fel 1989-es Free című albumán.
- Az It's Only Money című dalt Brian Robertson újrarögzítette 2011-ben megjelent Diamonds and Dirt albumán.
- Az It's Only Money című dalt az amerikai Obsessed doom metal együttes dolgozta fel, 2017-es  Sacred című albumán.

## Számlista
Az összes szám szerzője Phil Lynott, kivéve ahol jelölve van. 
| 1. | She Knows (Scott Gorham, Lynott) | 5:13 |
| 2. | Night Life                       | 3:57 |
| 3. | It's Only Money                  | 2:47 |
| 4. | Still in Love with You           | 5:40 |
| 5. | Frankie Carroll                  | 2:02 |

| 6.  | Showdown                         | 4:32 |
| 7.  | Banshee                          | 1:27 |
| 8.  | Philomena                        | 3:41 |
| 9.  | Sha La La (Brian Downey, Lynott) | 3:27 |
| 10. | Dear Heart                       | 4:35 |

A kazetta verzióra, a She Knows és a Showdown dalok felcserélve kerültek fel.

### Remaszterizált újrakiadás
A remaszterizált 2 CD-s újrakiadás Nightlife címmel 2012. március 12-én jelent meg.
| Kettes lemez bónuszai | Kettes lemez bónuszai                               | Kettes lemez bónuszai | Kettes lemez bónuszai | Kettes lemez bónuszai | Kettes lemez bónuszai | Kettes lemez bónuszai | Kettes lemez bónuszai | Kettes lemez bónuszai | Kettes lemez bónuszai |
| #                     | Cím                                                 | Hossz                 |                       |                       |                       |                       |                       |                       |                       |
| --------------------- | --------------------------------------------------- | --------------------- | --------------------- | --------------------- | --------------------- | --------------------- | --------------------- | --------------------- | --------------------- |
| 1.                    | She Knows (BBC felvétel, 1974. október 3)           | 5:10                  |                       |                       |                       |                       |                       |                       |                       |
| 2.                    | Sha-La-La (BBC felvétel, 1974. október 3)           | 3:38                  |                       |                       |                       |                       |                       |                       |                       |
| 3.                    | It's Only Money (BBC felvétel, 1974. október 3)     | 2:44                  |                       |                       |                       |                       |                       |                       |                       |
| 4.                    | Philomena (BBC felvétel, 1974. október 3)           | 3:43                  |                       |                       |                       |                       |                       |                       |                       |
| 5.                    | Dear Heart (BBC felvétel, 1974. október 3)          | 4:28                  |                       |                       |                       |                       |                       |                       |                       |
| 6.                    | Banshee (BBC felvétel, 1974. október 3)             | 2:43                  |                       |                       |                       |                       |                       |                       |                       |
| 7.                    | Showdown (demó Gary Moore játékával.)               | 3:53                  |                       |                       |                       |                       |                       |                       |                       |
| 8.                    | Still in Love with You (demó Gary Moore játékával.) | 6:27                  |                       |                       |                       |                       |                       |                       |                       |
| 9.                    | It's Only Money (demó Gary Moore játékával.)        | 2:55                  |                       |                       |                       |                       |                       |                       |                       |
| 10.                   | Showdown (alternatív verzió)                        | 4:37                  |                       |                       |                       |                       |                       |                       |                       |
| 11.                   | Still in Love with You (nyers keverésű énekkel)     | 6:02                  |                       |                       |                       |                       |                       |                       |                       |
| 46:20                 |                                                     |                       |                       |                       |                       |                       |                       |                       |                       |

## Közreműködők
Thin Lizzy
- Phil Lynott – basszusgitár, ének, akusztikus gitár, producer
- Scott Gorham – gitár
- Brian Robertson – gitár, vokál
- Brian Downey – dob, ütőhangszerek

Vendégzenészek
- Frankie Miller – vokál a Still in Love with You c. dalban.
- Gary Moore – gitár a Still in Love with You c. dalban.
- Jean Alain Roussel – Hammond B3 orgona és zongora az 1, 4, 5 és 10 dalokban.
- Jimmy Horowitz – vonós hangszerelés az 1, 5 és 10 dalokban.

Produkció
- Ron Nevison – producer, hangmérnök, keverés
- Ted Sharp – hangmérnök
- Arnie Acosta – maszterelés, The Mastering Lab stúdió, Los Angeles